# Специална резитба
Специални резитби се прилагат в лозя, пострадали от градушки, ниски зимни температури, късни пролетни и ранни есенни мразове.
Резитба на лозя, пострадали от градушки.
Тази резитба има за цел да възстанови формировката, за да се осигури подходящо плододаване през следващите години и да се получи възможният добив от пострадалото лозе. Ако градушката е паднала до края на юни може да се проведе възстановителна резитба – плодните пръчки се премахват, зелените леторасти се режат на чепове с по две очи, като се внимава за нормално гарниране на рамената или кордоните. Лозите, пострадали от градушка през юли и по-късно не тр